# Tetereviatka
Tetereviatka (en rus: Тетеревятка) és un poble de l'óblast de Volgograd, a Rússia, segons el cens del 2021 tenia 262 habitants. Pertany al districte de Jírnovsk.